# Vochysia biloba
Vochysia biloba är en tvåhjärtbladig växtart som beskrevs av Adolpho Ducke. Vochysia biloba ingår i släktet Vochysia och familjen Vochysiaceae. Inga underarter finns listade i Catalogue of Life.